# Uomo selvatico

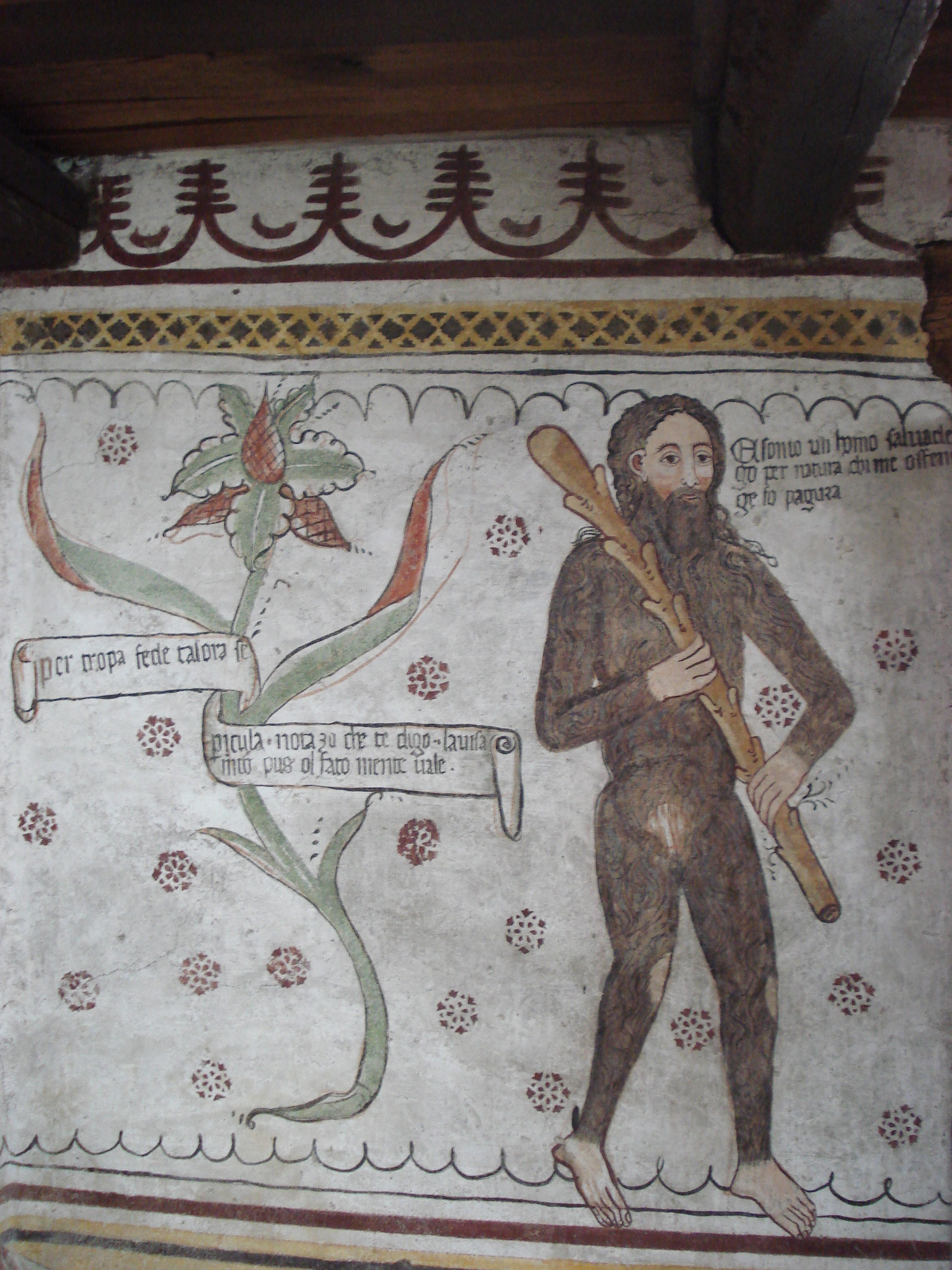
Homo salvadego di Sacco in Valtellina.

L'uomo selvatico è un archetipo presente nella cultura popolare di molte aree europee, in particolare delle regioni montane; si tratta di un essere umano selvaggio, a tratti semidivino, abitante dei boschi e generalmente raffigurato come ricoperto da vegetazione o da una folta peluria.

## Origine e diffusione del personaggio
Quello dell'uomo selvatico, che vive al di fuori della civiltà, è un archetipo molto antico e che è stato declinato in innumerevoli modi nelle varie culture europee, tra cui è possibile tracciare un filo comune; la figura è ad esempio presente nelle tradizioni dell'Arco alpino italiano, svizzero e austriaco, dei Sudeti polacchi e dei Pirenei catalani; figure simili all'uomo selvatico sono presenti anche in altre culture mondiali, ad esempio nel Caucaso (con il Kaptar), in Estremo Oriente (il mongolo Alma, il siberiano Chuchuaa, il russo Nasnas, i cinesi Ging Sung e Ye Ren, il birmano Metoh Kangmi e il tibetano Yeti), Nord America (Bigfoot e Sasquatch) e Oceania (con lo Yowie), sebbene vada notato che personaggi come il Sasquatch e lo Yeti sono presentati più come primati non completamente evoluti che non come uomini regrediti ad uno stato selvatico, come l'uomo selvatico.

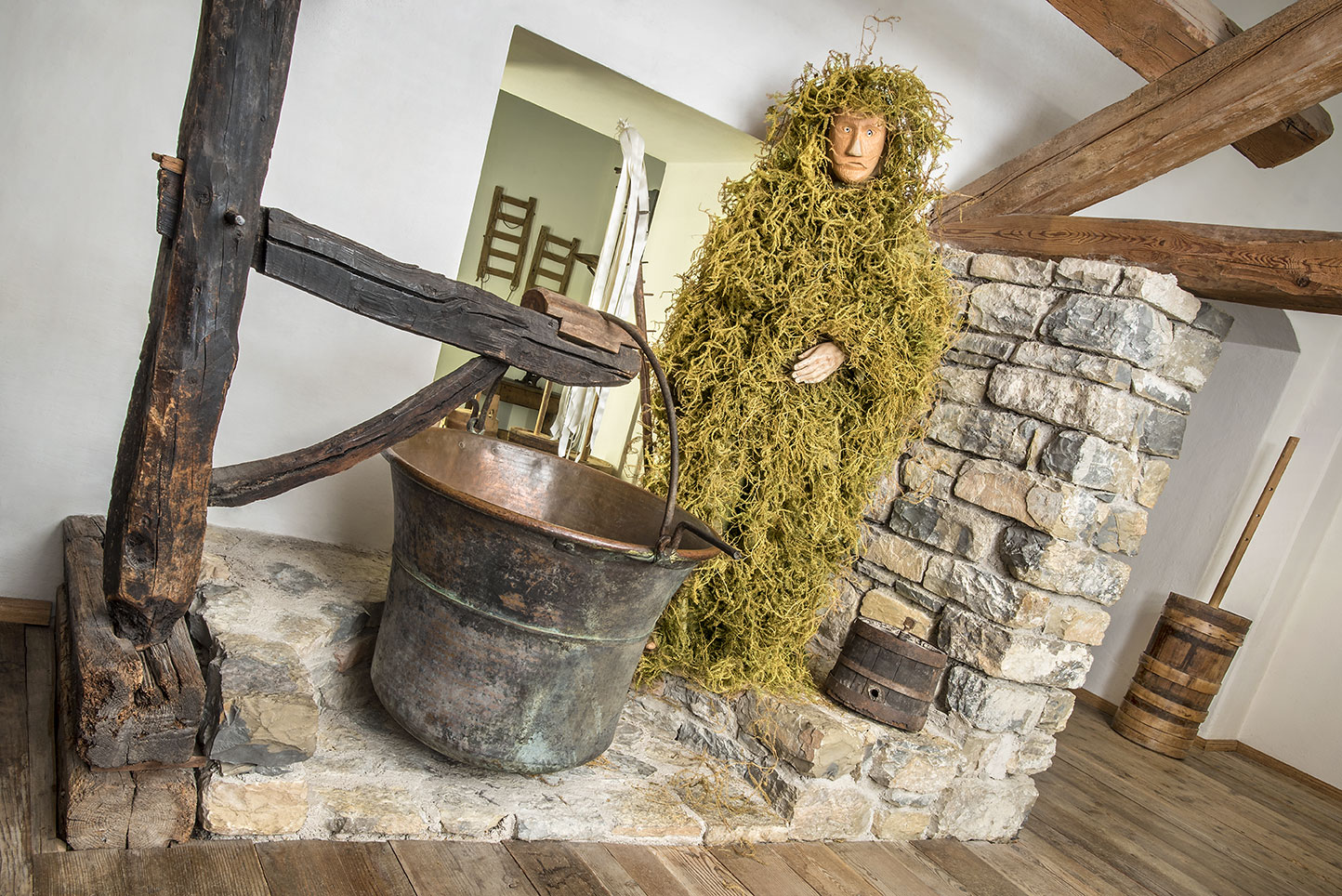
Una ricostruzione dell'uomo selvatico al Museo degli usi e costumi della gente trentina.

Almeno per quel che riguarda la cultura occidentale, l'uomo selvatico ha dei precursori nella figura di Enkidu ("selvatico" e "coperto di pelo") e nei Fauni romani, figure legate all'ambiente agreste, ma anche nel biblico Esaù ("rosso e coperto tutto di un mantello di pelo", descritto come grezzo, iroso e avventuroso). Meno simile è la figura greca del satiro, che è più un ibrido tra uomo e animale. A dispetto di questi precedenti, il personaggio dell'uomo selvatico in Europa si sviluppa principalmente durante il Medioevo acquisendo, specie sulle Alpi, una serie di caratteristiche fisse rimaste anche nelle tradizioni successive.
Nelle prime attestazioni medievali, in linea con le figure classiche dei Fauni e con altri racconti di Ovidio e Virgilio, esso ha il ruolo di guardiano e di protettore, in sostanza coincidendo con la figura del buon selvaggio. Più avanti, a causa del mutamento del contesto culturale e sociale, della diversa interpretazione dei vari autori e artisti che l'hanno ripreso e della trasmissione orale di molti racconti che lo riguardano, l'uomo selvatico ha assunto altre caratteristiche, spesso riprese da altre figure folcloristiche o create ex-novo da qualche narratore. La figura dell'uomo selvatico si è così diversificata acquisendo, nelle tradizioni in cui appare, diverse facce e vari tratti stereotipici:

## In Italia
(Giuseppe Šebesta)
In Italia, la tradizione relativa all'uomo selvatico si è sviluppata su tutto l'arco alpino e prealpino, e sull'Appennino settentrionale, mentre è quasi assente nel Sud; le leggende che lo riguardano lo descrivono generalmente come un uomo che vive al di fuori dalla società civilizzata, all'interno del bosco, dove crea la sua casa in una grotta, in una baita abbandonata o luoghi simili. Emerso dal bosco, sarebbe stato lui ad insegnare agli uomini l'arte casearia (o, in altre versioni, l'apicoltura o le tecniche minerarie; tuttavia, deriso, snobbato, ingannato o spaventato, sarebbe ritornato nella selva, privando l'uomo della possibilità di conoscere altri segreti (ad esempio, quello per trasformare il latte in olio o in cera). Secondo alcune versioni, ride quando piove e piange quando c'è bel tempo, atteggiamento che viene spiegato ritenendo che le condizioni atmosferiche del presente sono all'opposto di quelle che seguiranno.
In un ristretto numero di leggende assume caratteristiche tipiche dell'imbroglione, ma è molto raro che sia chiaramente "cattivo".

### Nomi
Nelle varie tradizioni italiane, l'uomo selvatico ha diversi nomi:
- Badich (Sesia)
- Basadonne (Trentino)
- Beatrich, Beatrico (Bellunese, Vicentino, Trentino)
- Bilmon, Billmon (Trentino)
- Bragiola (Valcavargna)
- Bregostèna (Val di Fassa)
- Dar Sambinelo (Asiago)
- Dujak (Val Resia)
- Gana (Dolomiti, Val Badia)
- Gabilt Mann (Trentino)
- Ghèro (Piemonte)
- Gigant (Piemonte)
- Graumsteina (Val Fersina)
- Guriut (Friuli)
- Homo salvadego (Valtellina)[9]
- Irsat (Valli di Lanzo)
- Krivopeta (Friuli)
- Luu ravas (Val Pesio)
- Massarol (Trentino)
- Om pelos (ladini delle Dolomiti)
- Omm salvädag (Piacentino)[10]
- Om salvàig (Biellese)
- Om salvarec, om salvarech, om salvaregh, om osalvarek (Bellunese, Veneto, ladini delle Dolomiti, Agordino)[11][12]
- Om sarvaj (Valle d'Aosta)
- Om selvadeg (Trentino)
- Om selvatec (Val Brembana)
- Òmm Selvadech (Canzo)
- Om servatig (Alpi Apuane)
- Omeon del bosk (Bormio)
- Om dî bosch (Appennino tosco-emiliano)
- Ommo sarvadzo, ommo selvadzo (Valle d'Aosta)[13]
- Omo salvatico (Garfagnana e alta Versilia)[8]
- Ospel (Val Fersina)
- Pagà (Valcamonica)
- Pàntogan
- Patàu (Molina di Fiemme)
- Pelùs (Valcavargna)
- Salvan, salvare (Val Badia, Dolomiti)
- Salvanèl (Trentino)
- Sarvage (Valli valdesi)
- Sërvan, sarvan, sarvanòt (Piemonte)
- Schratl (Val Fersina)
- Selvagiu (Valli di Lanzo)
- Teatrico (Trentino)
- Ums selvadigs (Canton Grigioni)
- Urcat (Prealpi canavesane)
- Urciat (Valchiusella)[14]
- Wilder Mann (Alto Adige)

## In letteratura
Figure ispirate o assimilabili all'uomo selvatico sono presenti in numerose opere. In ambito anglofono, un esempio è il Calibano de La tempesta di Shakespeare; compare anche tra le pagine dell'Orlando Innamorato, poema cavalleresco di Matteo Maria Boiardo. Nella VII ottava del canto XXII (libro primo) così lo descrive il poeta:
Con lunga barba e gran capigliatura,
Tutto peloso dal capo alle piante:
Non fu mai visto più sozza figura.
Per scudo una gran scorza avia davante,
E una mazza ponderosa e dura;
Non aveva voce de omo né intelletto:
Salvatico era tutto il maladetto.»
(Orlando Innamorato, I, XXII,7)
Nel canto successivo, alla VI ottava, il Boiardo narra delle sue abitudini e del suo carattere bizzarro:
Vive de frutti e beve al fiume pieno;
E dicesi ch’egli ha cotal natura,
Che sempre piange, quando è il cel sereno,
Perché egli ha del mal tempo alor paura,
E che ‘l caldo del sol li venga meno;
Ma quando pioggia e vento il cel saetta,
Alor sta lieto, ché ‘l bon tempo aspetta.»
(Orlando Innamorato, I, XXIII,6)
Un personaggio simile compare anche nelle Fiabe italiane di Italo Calvino. La fiaba è la n. 51, "Il gobbo Tabagnino" (di origine bolognese). In questo caso particolare, il personaggio ha lo stesso ruolo dell'Orco.
L'uomo selvatico compare nelle fiabe dei fratelli Grimm L'uomo selvatico (De wilde Mann) e Giovanni di ferro (Der Eisenhans); in quest'ultima, Giovanni di ferro, ha una funzione di Aiutante o di Donatore.

## Raffigurazioni artistiche
Compare ad esempio: in un ciclo di affreschi a Sacco di Cosio Valtellino in Valgerola del 1464, dove la casa che ospita gli affreschi è stata trasformata in un museo; altre raffigurazioni si trovavano sulla porta poschiavina delle mura di Tirano (ora quasi completamente cancellate dal tempo); sul simbolo della Lega delle Dieci Giurisdizioni; sulle guglie del Duomo di Milano; come personaggio nella celebrazione della Giubiana da Canz, che si svolge a Canzo l'ultimo giovedì di gennaio.
Oltre che essere un personaggio leggendario e un simbolo iconografico diffuso in tutto l'arco alpino, l'uomo selvatico è anche una maschera carnevalesca. La sua funzione è quasi sempre quella di capro espiatorio e personifica il lato oscuro ed incontrollabile della natura alpina.